# プレリュード・レコード
Prelude Records（プレリュード・レコード）は、1976年に創始したレコード会社。アメリカのポスト・ディスコを扱うインディーズレーベル。創始者はマーヴィン・シュラクター。
プレリュード・レコードのミュージシャンで成功した代表的なシンガーはDトレインであり、彼のシングルは、アメリカではR&Bチャート内でのヒットだったが、イギリスではポップ・チャートのトップ30内に、3曲をランクインさせた。Dトレインの有名曲には「ユアー・ザ・ワン・フォー・ミー」があげられる。またレーベルの他のR&Bヒットには、シャロン・レッド「キャン・ユー・ハンドル・イット」などがある。
ヒット曲が底をついて1986年に廃業した後は、全ての版権がユニディスク・ミュージックに売却され、その商品ブランドとして名前が残っているのみである。

## 主なアーティスト
- D・トレイン (英語)
- シャロン・レッド (英語)
- Musique (英語)
- シークレット・ウェポン[3]
- アンリミテッド・タッチ (英語)[4]
- ジョセリン・ブラウン (英語)
- Inner Life (英語)
- France Joli (英語)
- Nick Straker Band (英語)
- CD III
- Peter Jacques Band (英語)
- L.A.X.
- Passion (英語)